# Marusyllus
Genre
Marusyllus est un genre d'araignées aranéomorphes de la famille des Salticidae.

## Distribution
Les espèces de ce genre se rencontrent en zone paléarctique.

## Liste des espèces
Selon World Spider Catalog (version 18.0, 21/04/2017) :
- Marusyllus aralicus (Logunov & Marusik, 2003)
- Marusyllus auspex (O. Pickard-Cambridge, 1885)
- Marusyllus bajan (Prószyński, 1968)
- Marusyllus bator (Prószyński, 1968)
- Marusyllus coreanus (Prószyński, 1968)
- Marusyllus gregoryi (Logunov, 2010)
- Marusyllus hamifer (Simon, 1895)
- Marusyllus kalkamanicus (Logunov & Marusik, 2000)
- Marusyllus karnai (Logunov & Marusik, 2003)
- Marusyllus kotchevnik (Logunov & Marusik, 2003)
- Marusyllus maoniuensis (Liu, Wang & Peng, 1991)
- Marusyllus mongolicus (Prószyński, 1968)
- Marusyllus murgabicus (Logunov & Marusik, 2003)
- Marusyllus namulinensis (Hu, 2001)
- Marusyllus pamiricus (Logunov & Marusik, 2003)
- Marusyllus pseudobajan (Logunov & Marusik, 2003)
- Marusyllus robustior (Prószyński, 1968)
- Marusyllus tuvinicus (Logunov & Marusik, 2000)
- Marusyllus uzbekistanicus (Logunov & Marusik, 2003)

## Étymologie
Ce genre est nommé en l'honneur de Yuri M. Marusik.

## Publication originale
- Prószyński, 2016 : Delimitation and description of 19 new genera, a subgenus and a species of Salticidae (Araneae) of the world. Ecologica Montenegrina, vol. 7, p. 4-32 (texte intégral).